# Nepenthes distillatoria
Nepenthes distillatoria L., 1753 è una pianta carnivora della famiglia Nepenthaceae, endemica dello Sri Lanka, dove cresce a 0–700 m.

## Conservazione
La Lista rossa IUCN classifica Nepenthes distillatoria come specie vulnerabile.